# Phumosia mallochi
Phumosia mallochi este o specie de muște din genul Phumosia, familia Calliphoridae, descrisă de Zumpt în anul 1956. Conform Catalogue of Life specia Phumosia mallochi nu are subspecii cunoscute.